# یواس‌اس یلواستون (آی‌دی-۲۶۵۷)
یواس‌اس یلواستون (آی‌دی-۲۶۵۷) (به انگلیسی: USS Yellowstone (ID-2657)) یک کشتی بود که طول آن ۴۱۶ فوت ۶ اینچ (۱۲۶٫۹۵ متر) بود. این کشتی در سال ۱۹۱۷ ساخته شد.